# Twin Peaks – Der Film
Twin Peaks – Der Film (seit der Neuauflage 2005 auch: Twin Peaks – Die letzten 7 Tage im Leben der Laura Palmer, Originaltitel: Twin Peaks: Fire Walk with Me) ist ein US-amerikanischer surrealistischer Horror-Thriller aus dem Jahre 1992. David Lynch führte Regie und verfasste das Drehbuch zusammen mit Robert Engels. Der Film bildet ein Prequel zu der Fernsehserie Twin Peaks (1990–1991) und schildert die letzte Woche im Leben der siebzehnjährigen Laura Palmer. Dabei wird, ähnlich wie zuvor bereits in Blue Velvet, ein Labyrinth aus Sex, Gewalt und Drogen aufgedeckt, das sich hinter der Fassade einer idyllischen Kleinstadt verbirgt. Der Film wurde größtenteils negativ aufgenommen und war ein finanzieller Misserfolg. Trotzdem konnte er einige Kritiker in Europa begeistern, insbesondere wurde dem Soundtrack viel Beachtung geschenkt.

## Handlung
In der amerikanischen Kleinstadt Deer Meadow wird die Leiche der Prostituierten Teresa Banks gefunden. Die FBI-Agenten Chester Desmond und Sam Stanley werden mit dem Mordfall beauftragt. Sie geraten in Konflikt mit den örtlichen Behörden, die ihnen die Leiche nicht für die Autopsie freigeben wollen. Zudem verhalten sich die Bewohner der ansonsten idyllisch wirkenden Kleinstadt auffallend merkwürdig und scheinen etwas zu verbergen. Als Special Agent Chester Desmond bei der Untersuchung von Teresa Banks’ Wohnwagen spurlos verschwindet, beauftragt Agent Gordon Cole den Kollegen Special Agent Dale Cooper, den Fall zu übernehmen, doch auch er ist nicht in der Lage, den Mord aufzuklären.
Ein Jahr später in der Kleinstadt Twin Peaks: Niemand bekommt etwas von den Problemen der siebzehnjährigen Laura Palmer mit. Ihr Vater Leland Palmer scheint von einer bösen Macht besessen zu sein, die ihn zu „Bob“ werden lässt. Als „Bob“ vergewaltigt er seine Tochter regelmäßig nachts in ihrem Zimmer. Durch exzessiven Drogenkonsum versucht Laura aus ihrem Dasein zu fliehen, wird dadurch aber von Albträumen gequält und gerät in einen Strudel aus Drogen, Sex und Prostitution. Sie fällt immer tiefer in eine psychische Labilität, durch die sie den Sinn für die Realität verliert und sich zunehmend abschottet. Auch ihre Freunde können ihr nicht helfen.
In den letzten sieben Tagen ihres Lebens geht Laura sprichwörtlich durch die Hölle. Nach einer Drogen- und Sexorgie in einer Waldhütte spürt sie ihr Vater, immer noch besessen von dem bösen Geist „Bob“, auf und schleppt sie in einen alten, abgestellten Eisenbahnwaggon, wo er sie dem Willen Bobs gemäß tötet. Anschließend packt er die Leiche seiner Tochter in einen Plastiksack und entledigt sich ihrer im Fluss. An dieser Stelle der Handlung setzt der Pilotfilm der Fernsehserie Twin Peaks ein: Laura Palmers Leiche wird am Ufer entdeckt.
Der Film endet damit, dass der Dämon nach dem Mord Leland Palmers Körper und die reale Welt verlässt. Er kehrt in die raum- und zeitunabhängige „Black Lodge“, auch das „rote Zimmer“ oder „die schwarze Hütte“ genannt, zurück, einem Ort, wo das Böse haust. In der Schlussszene sieht der Zuschauer die unversehrte, glückliche, erwachsene Laura Palmer im Wartesaal der „Black Lodge“ neben Agent Dale Cooper sitzen, der ihr freundlich beisteht, während ein gleißender Engel herbeischwebt, um Laura in die Ruhe verheißende „weiße Hütte“ zu führen.

## Entstehung
Die amerikanische Fachpresse berichtete 1991 kurz vor der Ausstrahlung der letzten Folge von Twin Peaks, dass der Koproduzent Aaron Spelling zusammen mit David Lynch einen Kinofilm plane. Die Idee kam ihnen, als ABC ankündigte, die Serie nach Folge 30 abzusetzen.
Lynch hatte zwischenzeitlich mit der Filmproduktionsgesellschaft Ciby2000 einen Vertrag über drei Filme mit einem Gesamtbudget von 58 Millionen US-Dollar unterschrieben. Die erste gemeinsame Arbeit sollte der Film Ronnie Rocket werden, der nie vollendet wurde, sodass Twin Peaks: Der Film den Vorzug bekam.

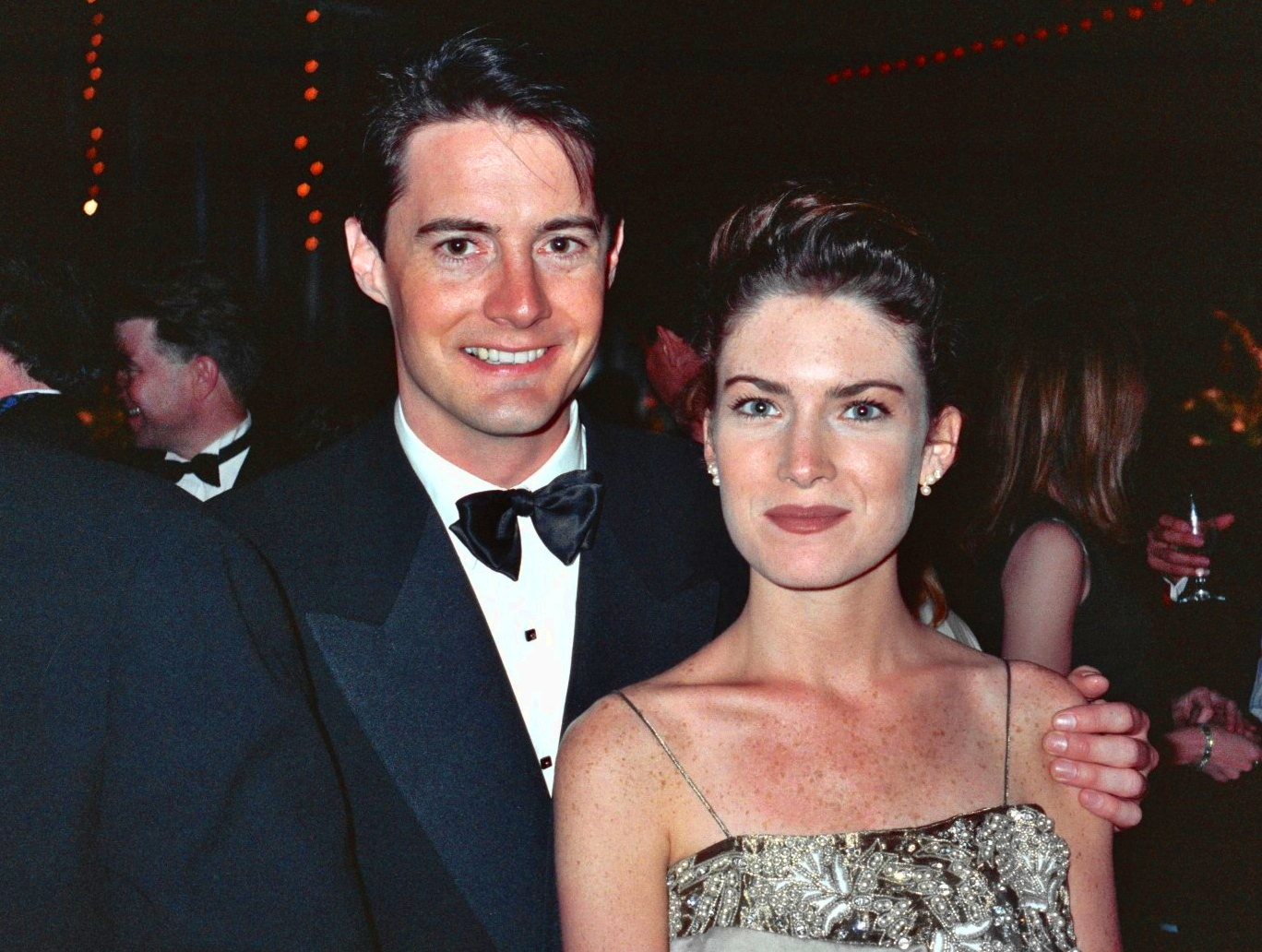
Kyle MacLachlan zögerte wegen seiner Rolle, Lara Flynn Boyle hatte andere Projekte (Emmy Awards – Governor’s Ball, 1990).

Lynch und sein Koautor Robert Engels, der schon einige Folgen von Twin Peaks geschrieben hatte, entschieden sich dafür, ein Prequel zur Serie zu verfassen. Der Kinofilm sollte sich mit den letzten Tagen im Leben der siebzehnjährigen Laura Palmer befassen. Damit stellte der Regisseur den in der Serie eingeschlagenen Weg auf den Kopf, denn „Laura Palmer war schon immer tot. Es war der Gag von Twin Peaks, […] dass die Hauptperson nicht auftrat.“
Es sei ein Wagnis gewesen, das verschleierte Bild der Stadt Twin Peaks zu enthüllen, meinte Patrick Bahners in der FAZ. Für ihn war dies ein Fehlgriff, das Antlitz der Göttin verliere an Macht.

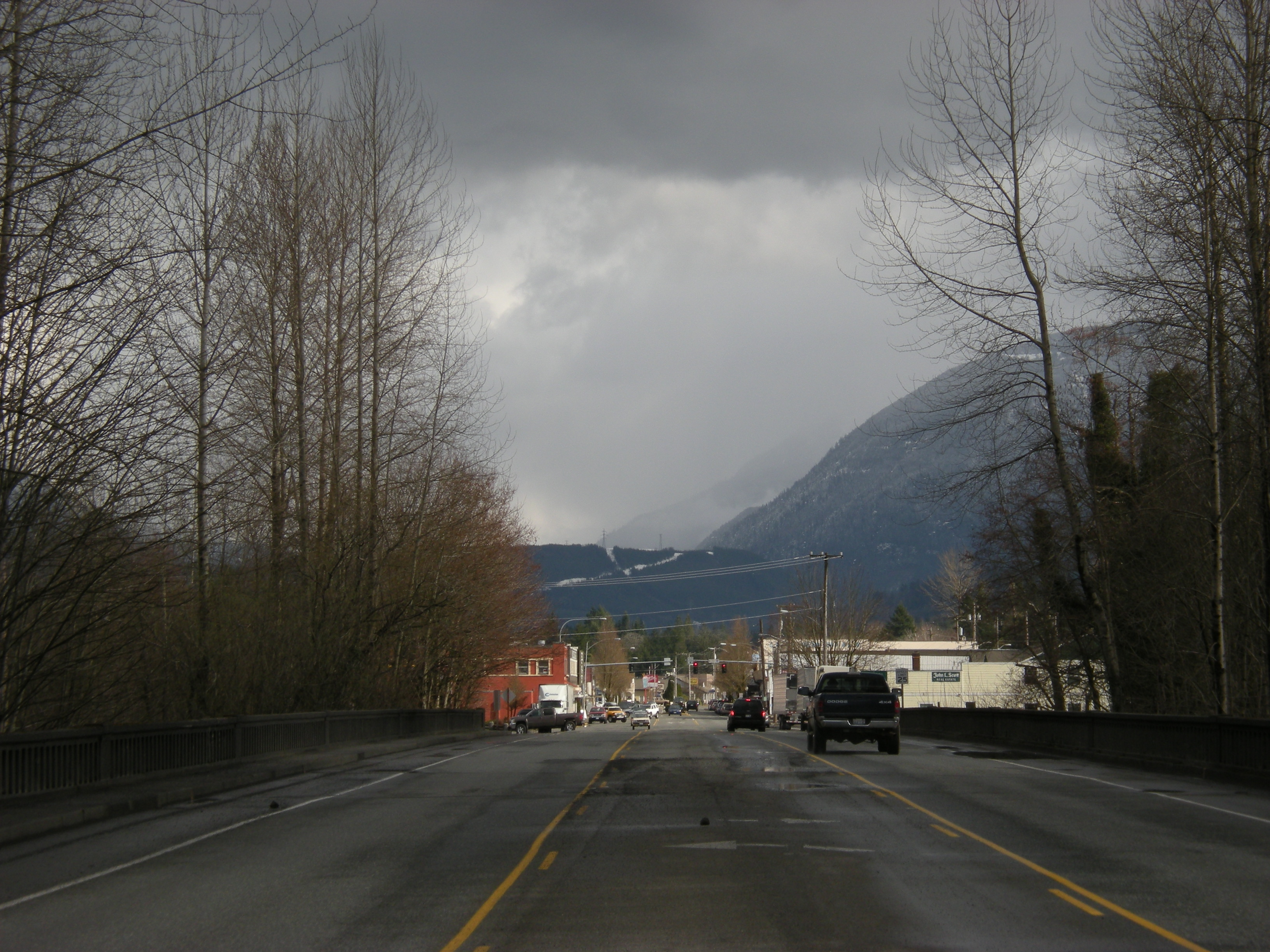
Northbend (Washington) diente als Kulisse für die fiktive Stadt Twin Peaks.

Zwischenzeitlich herrschte Streit zwischen Ciby2000 und Koproduzent Spelling um die Vertriebsrechte des zukünftigen Films, was dessen Realisierung blockierte. Außerdem hatte sich Lynch während der zweiten Staffel von Twin Peaks mit Koproduzent und -autor Mark Frost überworfen, der nun seinen eigenen Film Storyville drehte. Des Weiteren konnten wichtige Schauspieler aus der Serie entweder aus Zeitgründen oder aus mangelnder Motivation nicht verpflichten werden. Für den Wiedererkennungsfaktor wollte Lynch aber auf dasselbe Casting wie in der Fernsehserie setzen. Lara Flynn Boyle (Donna Hayward), Richard Beymer (Benjamin Horne) und Sherilyn Fenn (Audrey Horne) standen nicht zur Verfügung. Letztere war enttäuscht von der zweiten Staffel und wollte daher nicht wieder dabei sein. Fenn und Beymer wurden aus dem Drehbuch gestrichen, Boyle durch Moira Kelly ersetzt. Das größte Problem stellte Kyle MacLachlan (Special Agent Dale Cooper) dar, der kein Interesse an seiner Rolle mehr zeigte, da ihn das Drehbuch nicht überzeugte. So wurde die Figur durch die von Agent Chester Desmond ersetzt, gespielt von Chris Isaak. Als MacLachlan nach einer neuen Drehbuchfassung überraschend doch noch zusagte, behielt man den neuen Agenten bei und baute Agent Dale Cooper wieder mit ein.
Nachdem der Konflikt zwischen Ciby2000 und Spelling beigelegt wurde (man einigte sich darauf, dass Ciby2000 ausschließlich den Vertrieb in Frankreich übernimmt), stand einem Drehbeginn nichts mehr im Weg. Lynch setzte auf zahlreiche Crewmitglieder der Serie: Produktions- und Kostümdesignerin Patricia Norris, Kameramann Ron Garcia, Komponist Angelo Badalamenti. Die Filmeditorin Mary Sweeney war seine spätere Frau. Die Dreharbeiten mit einem Budget von rund 10 Millionen US-Dollar begannen am 5. September 1991 in der Nähe von Seattle im Bundesstaat Washington. Nach vier Wochen wurde der Drehort gewechselt: man zog nach Los Angeles (Kalifornien, USA). Am 1. November 1991 fiel schließlich die letzte Klappe.

## Veröffentlichung

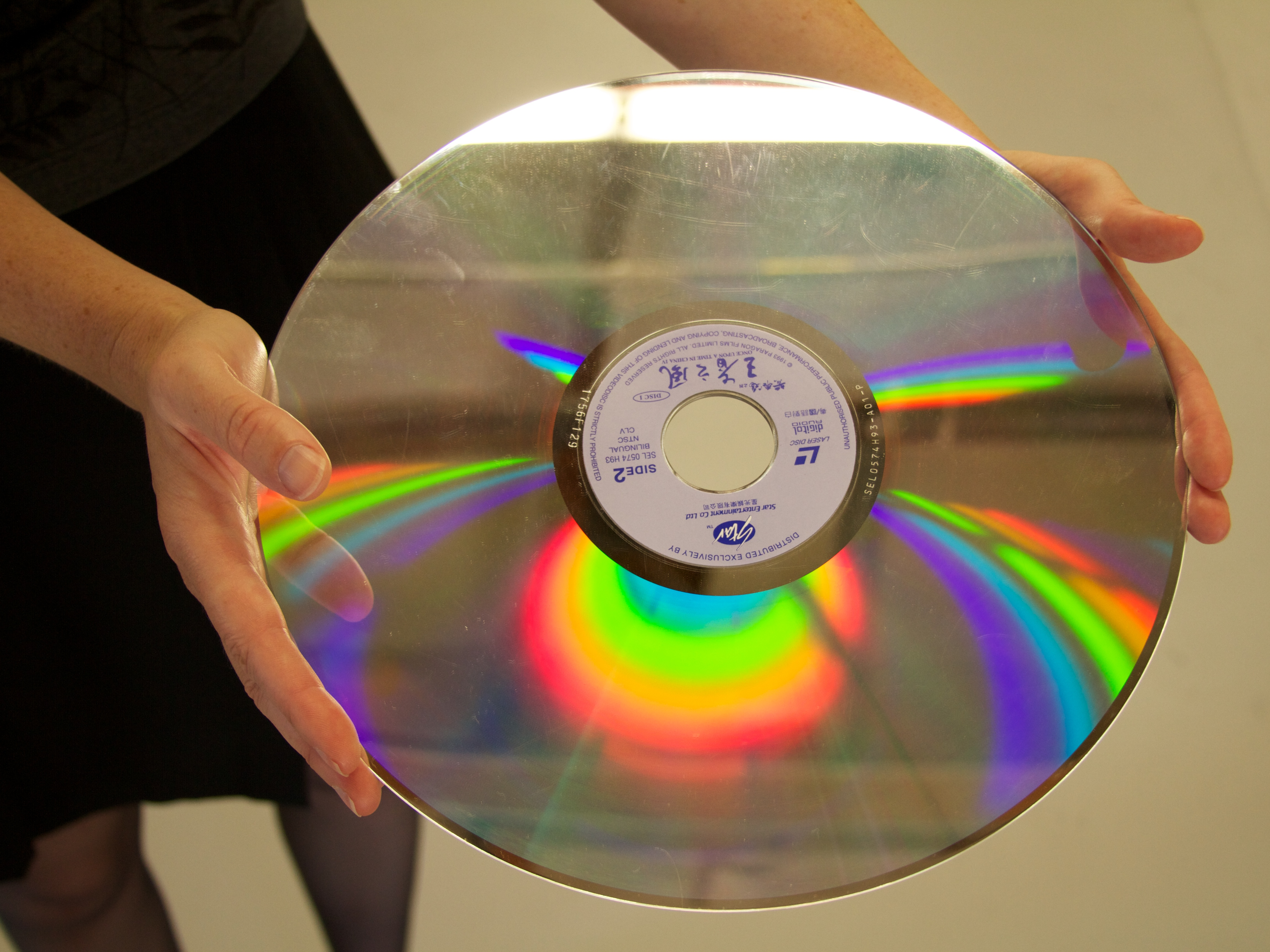
In Japan, wo der Film größere Resonanz erfuhr, erschien er noch im selben Jahr auf Laserdisc.

Der Film feierte Premiere am 16. Mai 1992 auf den 45. Internationalen Filmfestspielen von Cannes, bevor er am 3. Juni in den französischen, am 20. August 1992 in den deutschen und am 28. August 1992 in den US-amerikanischen Kinos anlief.
1992 wurde der Film erstmals auf Laserdisc veröffentlicht, 1993 auf VHS, 2002 auf DVD und 2014 auf Blu-ray im Rahmen der Box The Entire Mystery.

## Kritiken
Nach der Uraufführung auf den Filmfestspielen von Cannes wurde der Film vom Publikum ausgebuht und stieß bei den anwesenden Kritikern auf eine Mauer der Ablehnung: Für die Kenner der Fernsehserie hob sich der Film zu sehr von deren Inhalt und Form ab, für die Unvorbelasteten war er eine einzige Überforderung. Zwei Jahre zuvor hatte Lynch mit seinem Roadmovie Wild at Heart noch die Goldene Palme gewinnen können.
Als der Film dann in den US-amerikanischen Kinos anlief, zeigten sich auch die amerikanischen Filmkritiker wenig begeistert (28 % der gesammelten Kritiken bei Metacritic sind positiv).
Susan Wloszczyna bezeichnete den Film in der USA Today als „tödlich langweilige Angelegenheit“ und gab dem Film eineinhalb Sterne von vier möglichen. Die Figur Laura Palmer sei nicht sehr interessant und fesselnd, sondern nur langweilig, meinte auch Todd McCarthy von dem Magazin Variety. In der New York Times schrieb Vincent Canby sarkastisch: „Es ist nicht der schlechteste Film aller Zeiten, es sieht nur so aus. Die 134 Filmminuten leiten einen künstlichen Hirntod ein, ein Effekt, der auch ganz einfach erzielt werden kann, wenn man leuchtende Lichter auf einem Weihnachtsbaum anstarrt.“ Und Michael Wilmington meinte in der Los Angeles Times, es sei David Lynchs rohster, vulgärster und am wenigsten umsichtiger Film.
In Deutschland fielen die Kritiken gemischt aus. Frauke Hanck von der Welt schrieb, der Film sei nicht David Lynchs stärkster, aber sein am weitesten unterschätzter. Der Regisseur schrecke den Zuschauer aus Verlogenheiten und Veränderungsmechanismen respektlos und mit seltsamem, aberwitzigem Humor auf. In dem Kinofilm gelinge ihm das sogar pointierter als in 30 Fernsehfolgen. Lynch inszeniere die letzten Tage der Laura Palmer als eine fiebrige, wunderbar sentimentale Tour de force, meinte Hans Schifferle in der Süddeutschen Zeitung. Es gebe Momente, wo Lynch und seine Crew durch Musik und Kamerastrategie direkt die Nervenbahnen des Zuschauers träfen und dann dessen Herz. Des Weiteren war er der Überzeugung, dass Lynch in einigen Szenen eine hypnotische Schönheit, eine Poesie der Schmerzlichkeit erreiche, die einen zu einem besseren Menschen mache. Am Schluss seiner Rezension meint Schifferle, dass man den Film auch aus dem Kontext der Serie herausnehmen könne, denn wenn das junge Mädchen die Hoffnung der Kleinstadt verkörpere und die Kleinstadt das Herz Amerikas, dann sei Lynchs Laura-Palmer-Blues auch als Fall Amerikas mit dem Hoffnungsschimmer der Wiedergeburt zu verstehen. Hans Messias von filmdienst schrieb, Lynch bemühe sich, mit seiner Vorgeschichte einige logische Zusammenhänge und psychologische Erklärungsversuche zu liefern. Das weitgehend abstrakte Böse, das das Städtchen Twin Peaks heimsuchte, erhält hier nicht nur Gesicht und Namen, sondern einen Kontext aus physischer und psychischer Gewalt, der im Tabu-Thema Inzest gipfelt. Er habe einen Film über psychischen Umweltschmutz geschaffen, werfe einen Blick hinter die Fassaden, der ein erschreckendes Ausmaß an Gewalt und Elend zeige. In der Cinema urteilte Heiko Rosner weit negativer, der Film erschöpfe sich in manieristischen Neuauflagen der eigenen Stilbrüche, die nun nicht mehr originell, sondern gekünstelt wirkten. Eine positive Identifikation mit der Hauptfigur sei kaum möglich. Auch Andreas Kilb von der Zeit zeigte sich deutlich ablehnend. Twin Peaks – Der Film sei weder ein Meisterwerk noch überhaupt ein Film, sondern das traurige Resultat eines typischen Verhandlungsgesprächs zwischen unerfahrenen (europäischen) Produzenten und einem genusssüchtigen (amerikanischen) Regisseur. Abschließend urteilte er: „Diese Blume des Bösen [der Film] ist am Busen des Blöden genährt“.
Trotz der oft ablehnenden Haltung in den USA und Europa stieß der Film in Japan auf große Resonanz, vor allem bei Frauen. Martha Nochimson stellt dazu folgende These auf: „[…] die Begeisterung der japanischen Frauen kommt von der Befriedigung, in Laura das Leid widergespiegelt zu sehen, das dem in ihrer repressiven Gesellschaft gleicht.“ Unter dem Titel Twin Peaks – The Last Seven Days of Laura vermarktet, konnte der Film in Japan gute Zuschauerzahlen verzeichnen. Es wurden sogar einige Pauschalreisen nach Snoqualmie, der Twin-Peaks-Stadt nahe Seattle, angeboten.
Chris Rodley weist außerdem darauf hin, dass Lynch nach dem Erscheinen des Films zahlreiche Briefe von Missbrauchsopfern erhielt, die erstaunt oder betroffen waren: „Trotz der Tatsache, daß Inzest und Kindestötung in der ›abstrakten‹ Gestalt von Killer Bob auftreten, empfanden die Opfer die Darstellung als der subjektiven Erfahrung entsprechend. [Lynch] hat ein geradezu ›unheimliches‹ Einfühlungsvermögen in die Erfahrungen anderer […]“.
Positiv
- Hans Schifferle: Und die Engel würden dir nicht helfen. In: Süddeutsche Zeitung vom 24. August 1992
- Frauke Hanck: Im Teufelskreis des Bösen. In: Die Welt vom 20. August 1992

Eher positiv
- Stefan Schmitz: Der Inzest ist der Kern des Fluchs. In: taz vom 20. August 1992
- Hans Messias: FAN-ZINIEREND. In: film-dienst vom 4. August 1992

Gemischt
- Carla Rhode: Verwirrung um Laura Palmer. In: Der Tagesspiegel vom 21. August 1992
- Patrick Bahners: Wenn Väter zu sehr lieben. In: Frankfurter Allgemeine Zeitung vom 20. August 1992

Negativ
- Heiko Rosner: Twin Peaks – Der Film. In: Cinema Nr. 171/August 1992
- Andres Kilb: Schlußverkauf. In: Die Zeit vom 28. August 1992
- Der Spiegel, Nr. 35/1992

## Kommerzieller Erfolg
Auch an den Kinokassen fiel der Film durch: Am Startwochenende spielte er in 691 Kinos 1,8 Millionen US-Dollar ein. Am Ende beliefen sich die US-amerikanischen Einspielergebnisse auf nur 4,1 Millionen US-Dollar. Weltweit spielte der Film 4,2 Millionen US-Dollar ein.

## Auszeichnungen
Twin Peaks – Der Film wurde insgesamt mit drei Filmpreisen ausgezeichnet und für fünf weitere nominiert. Alle drei Auszeichnungen bekam Filmkomponist Angelo Badalamenti für seine musikalische Leistung verliehen. Das englische Slant Magazine nahm den Film in seine Liste der 100 wichtigsten Filme aller Zeiten auf. Auch die französische Filmzeitschrift Cahiers du Cinéma integrierte Lynchs Werk in seine Liste der besten Filme der 1990er Jahre.
Saturn Awards 1993

Silhouette des Saturn Award

- Beste Filmmusik – Angelo Badalamenti

Nominiert in den Kategorien:
- Bestes Drehbuch – David Lynch und Robert Engels
- Bester Horrorfilm – David Lynch
- Beste Hauptdarstellerin – Sheryl Lee
- Bester Nebendarsteller – Ray Wise

Independent Spirit Awards 1993
- Beste Filmmusik – Angelo Badalamenti

Nominiert in der Kategorie:
- Beste Hauptdarstellerin – Sheryl Lee

BRIT Awards 1991
- Bester Soundtrack – Angelo Badalamenti

## Soundtrack
Der Soundtrack erschien am 7. August 1992 in Deutschland und am 11. August in den USA im Vertrieb der Warner Music Group. 
Produziert und komponiert von Angelo Badalamenti, enthält der Score auch ein Lied von Jimmy Scott (Sycamore Trees) und Julee Cruise (Questions in a World of Blue). Das Stück The Pink Room, das die ausschweifenden Sex- und Drogenszenen in der Diskothek begleitet, stammt von David Lynch selbst, der hier erstmals als Komponist fungiert.
Stephen Eddins von Allmusic kommt zu dem Schluss: „Der Sound ist einwandfrei: rein, gegenwärtig und atmosphärisch dicht.“
Der New Musical Express wählte 2011 den Soundtrack zu Twin Peaks – Der Film auf den ersten Platz seiner Liste der 50 besten Filmmusiken aller Zeiten. Als Begründung heißt es, er kombiniere Töne wehmütiger Schönheit mit klirrend bösartigen Jazzeinlagen und werde so zu einem jener unendlich bewegenden Soundtracks, die sich im Unterbewusstsein des Hörers dauerhaft einnisten würden. Und Fischer meint gar: „die Soundtrack-CD […] ist für manchen Lynch-Fan besser als der ganze Film“.

## Einordnung in Lynchs Gesamtwerk

### Traum und Wirklichkeit

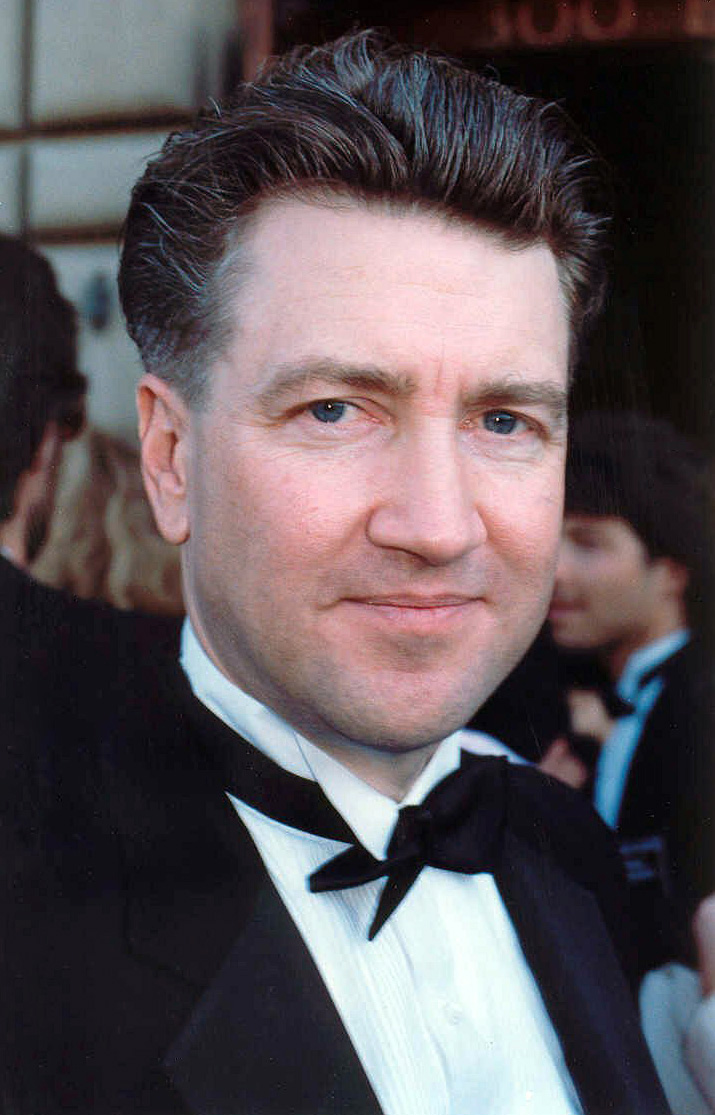
Regisseur David Lynch (1990)

In Twin Peaks – Der Film entwickelt David Lynch einige seiner spezifischen Themen weiter. So finden sich im Film einige surrealistische Traumsequenzen, wie man sie aus Eraserhead, Blue Velvet oder der Serie Twin Peaks kennt. Drei Sequenzen spielen im so genannten roten Zimmer, einem Raum außerhalb der Welt, in dem symbolisch das Böse haust und Pläne schmiedet. Bewohnt wird es von dem Mann von einem anderen Ort (gespielt von Michael J. Anderson), der fremdartige Bewegungen und Sprechweisen vereint. Auch andere Anwesende wie Bob, das personifizierte Böse, haben diese Eigenschaften. Lynch ließ die Darsteller für diese Szene ihre Texte rückwärts aufsagen und übte mit ihnen entsprechende Bewegungsläufe ein, sodass er die Aufnahmen seinerseits rückwärts abspielen konnte. Dieser irritierende und bizarre Effekt wird unterstützt durch den Dekor, der ähnlich wie in Blue Velvet eine wichtige Rolle einnimmt. Das rote Zimmer ist als abgeschlossener Raum das Emblem des Lynchschen Traums: in Gestalt der unwirklichen Farben, Klänge und Bewegungen, des Zickzackmusters auf dem Boden (wie bei Eraserhead), der Kulissenhaftigkeit der ganzen Szenerie. Die dominierende Farbe ist ein feuriges, aggressives Rot, das von den allesumgebenden Vorhängen strahlt. Dieses Rot findet sich auch an anderen Stellen des Films, so zum Beispiel bei Laura, die vom Feuer, einer typischen Lynch-Metapher, immer intensiver begleitet wird. Ganz am Ende des Films schaltet die bekannte Twin-Peaks-Ampel von Grün auf Rot. Verstanden wurde dieser unstabile, fremde Ort mit seinen verschlossenen Türen, blutroten Räumen und labyrinthartigen Gängen als Schlüssel, als Metapher für Lauras Leiden.
Des Weiteren fällt in Lynchs Filmen eine gewisse Unbeständigkeit der Orte und Räume auf.Twin Peaks – Der Film illustriert diese Unbeständigkeit am besten. Sichere, geborgene Räume wie Lauras Schlafzimmer oder das FBI-Hauptquartier entpuppen sich als instabil, wenn sie unvorhersehbaren, kausal nicht zu begründenden Veränderungen unterliegen. Die Tür in einem Gemälde in Lauras Zimmer wird so beispielsweise zum Eingang in das oben beschriebene rote Zimmer. In solchen Szenen verschwimmen Wirklichkeit und Traum und hinterlassen beim Publikum einen bizarren Eindruck.
Auch die komplizierte Dramaturgie des Films unterstützt den Traumeffekt der Handlung. Auf den geradlinig erzählten Prolog, der mit dem plötzlichen Verschwinden des FBI-Agenten endet, folgt eine lose Folge von Einzelszenen, die das Leben der Protagonistin ausleuchten sollen. Dass der Film wirklich die letzten sieben Tage im Leben der Laura Palmer beschreibt, ist nicht nachzuprüfen, nur der Untertitel des Films weist darauf hin. Viele Szenen sind hart aneinandergereiht und akustisch komplett voneinander getrennt. Der narrative Überblick geht dabei schnell verloren.
Schließlich deuteten auch die handelnden Figuren auf einen Traum hin: Es handelt sich dabei um so genannte Traumsubjekte. Laura Palmer und Agent Dale Cooper stehen in der Mitte einer Welt, in der sie sich nicht zurechtfinden. Vor allem Laura ist ihrer Umgebung hilflos ausgesetzt. Sie ist ein naiver Mensch mit wenig Reflexionsvermögen und mit dunklen und konfusen Motiven.
So meint Georg Seeßlen abschließend, dass Lynch gegen die Interpretation filme: „Der Skandal von Fire Walk with Me ist, [...] dass der Film weder psychologische Analyse noch soziologisches Modell und auch keine mythische Konstruktion um den Mordfall ist, sondern ein weiterer Traum, ein Traum von einem Traum.“

### Elektrizität und gestörte Kommunikation
Die surrealistischen Traumsequenzen werden häufig durch das Flackern von einem Fernsehbildschirm unterbrochen oder überblendet. An einer Stelle fährt die Kamera aus dem Mund eines im roten Zimmer anwesenden Elektrikers und dessen Lippen sprechen das Wort „Electricity“ aus. Strommasten und -leitungen auf dem Wohnwagenplatz hatten auch Agent Desmond interessiert, der kurz darauf verschwand. Es wird nahegelegt, dass Elektrizität eine Verbindung zum roten Zimmer herstellen kann: Die Black Lodge als Ort voller elektrischer Schwingungen. Lynchs Vorliebe für Strom und Elektrizität kommt hier zum Ausdruck, indem er zahlreiche Szenen mit stroboskopischen Lichteffekten verfremdet oder unheimlich macht.
Der explodierende Fernseher deutet einerseits darauf hin, dass die Fernsehserie als solche tot ist, andererseits suggeriert er aber auch den Verlust von gewohnten Kommunikationsmitteln. Daraus ergibt sich ein Netz gestörter Kommunikation, das den ganzen Film überdauert. Mal wird die Handlung durch Fernsehflimmern unterbrochen, mal wird nur über Pantomime kommuniziert, was zu mehr Verwirrung führt als zu mehr Klarheit. Laura Palmer und Agent Cooper sind im Laufe des Films damit beschäftigt, zahlreiche Träume, Zeichen und Botschaften zu empfangen und zu begreifen. Doch nie wird etwas ganz dechiffriert: „Der Text ist so wenig gegeben, wie das Rätsel zu lösen ist“. Auch FBI-Agent Gordon Cole hat alle Mühe damit, sich verständlich zu machen und zu begreifen, was um ihn herum passiert. „Je lauter er brüllt, desto unverständlicher wird er, je mehr er sich verstanden wähnt, desto größer werden die Missverständnisse, die er produziert“. In Twin Peaks – Der Film herrscht eine extrem gebrochene und nur schwer verständliche Kommunikation, die den Erzählfluss des Films stört und den Zuschauer irritiert.

### Terror und Erlösung
Des Weiteren vertieft Lynch seinen Weg in der Ergründung von „reinstem filmischem Terror“ in sechs verschiedenen Szenen zwischen Tochter und Vater, zwischen Laura und Vater Leland/Bob. Die eindringlichste Szene ist wohl die, in der Laura neben ihrem Vater im Cabrio sitzt. Letzterer wird an einer Ampel auf offener Straße von einem einarmigen Mann, Philip Gerard (eine Art Gegenstück zu Bob), angeschrien und bedroht. Dabei entlarvt er Leland als Bösewicht direkt vor Laura. Um den Schock zu verdauen, halten sie an einer Tankstelle. Währenddessen muss Leland an den Mord an Teresa Banks zurückdenken. Die gesamte Szene wird von einem äußerst beunruhigenden Sounddesign begleitet, das später in Filmen wie Lost Highway, Mulholland Drive und Inland Empire eine noch wichtigere und ausgeprägtere Rolle spielen wird.
Laura geht durch mehrere Höllenkreise, der letzte ist ein endloser, brutaler Übergang von der Folter durch den Vater zur Erlösung durch einen Engel. Lauras Befreiung erfolgt erst bei einem Maximum an Leid und Schmerzen. Doch dann ist sie glücklich, kann wieder ungezwungen lächeln und wirkt erwachsen.
Fischer kommt zu dem Schluss: „Wie schon in Eraserhead, The Elephant Man, Dune, Blue Velvet und Wild at Heart beschreibt der Regisseur auch hier eine Hölle auf Erden (gebündelt versinnbildlicht durch die lange, laute Disco-Orgie in der Mitte des Films, die ebenfalls in nahezu allen früheren Filmen ihre thematische und strukturelle Entsprechung hat), die sein Protagonist bzw. seine Protagonistin durchqueren muss, um am Ende Erlösung zu erlangen.“

## Synchronisation
| Rolle                     | Darsteller          | Synchronsprecher  |
| ------------------------- | ------------------- | ----------------- |
| Laura Palmer              | Sheryl Lee          | Sabine Falkenberg |
| Leland Palmer             | Ray Wise            | Frank-Otto Schenk |
| Sarah Palmer              | Grace Zabriskie     | Traudel Haas      |
| Donna Hayward             | Moira Kelly         | Maud Ackermann    |
| James Hurley              | James Marshall      | Andreas Fröhlich  |
| Agent Dale Cooper         | Kyle MacLachlan     | Torsten Sense     |
| Chief Gorden Cole         | David Lynch         | Wolfgang Condrus  |
| FBI-Agent Sam Stanley     | Kiefer Sutherland   | Tobias Meister    |
| FBI-Agent Chester Desmond | Chris Isaak         | Kurt Goldstein    |
| Der Zwerg                 | Michael J. Anderson | Wilfried Herbst   |
| Shelly Johnson            | Mädchen Amick       | Dorette Hugo      |
| Harold Smith              | Lenny von Dohlen    | Nicolas Böll      |
| Einarmiger, Gerard Philip | Al Strobel          | Christian Rode    |